# Tenth Street Studio Building

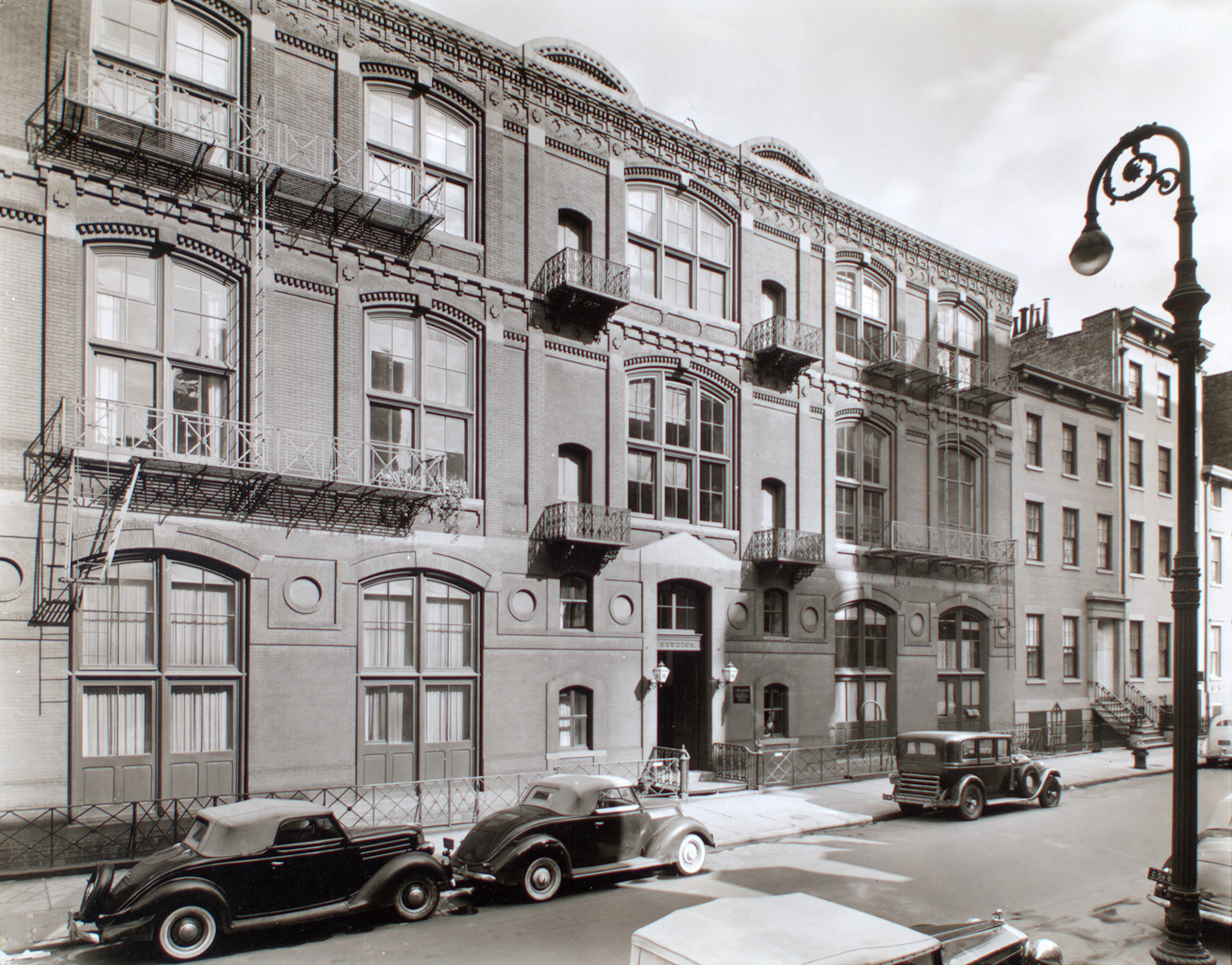
Edificio Tenth Street Studio (fotografiado en 1938)

El Tenth Street Studio Building, construido en la ciudad de Nueva York en 1857, fue la primera instalación moderna diseñada únicamente para satisfacer las necesidades de los artistas. Se convirtió en el centro del mundo del arte de Nueva York durante el resto del siglo XIX.
Situado en 51 West 10th Street entre las avenidas Quinta y Sexta en Manhattan, el edificio fue encargado por James Boorman Johnston y diseñado por Richard Morris Hunt. Su innovador diseño representó pronto un prototipo arquitectónico nacional, y presentaba una galería central abovedada, desde la cual irradiaban habitaciones interconectadas. El estudio de Hunt dentro del edificio albergaba la primera escuela de arquitectura de los Estados Unidos.
Poco después de su finalización, el edificio ayudó a hacer de Greenwich Village el centro de las artes en la ciudad de Nueva York, atrayendo a artistas de todo el país para trabajar, exhibir y vender su arte. En sus años iniciales, Winslow Homer tomó un estudio allí, al igual que Edward Lamson Henry, y muchos de los artistas de la Escuela del río Hudson, incluidos Martin Johnson Heade y Albert Bierstadt.Quizás el inquilino más famoso de todos fue Frederic Edwin Church, quien realizó una histórica exposición de una sola imagen de El corazón de los Andes en el atrio central del edificio.'
En 1879, Johnston traspasó el edificio a su hermano John Taylor Johnston, quien más tarde se convirtió en el primer presidente del Museo Metropolitano de Arte. En ese mismo año, William Merritt Chase se mudó a la galería principal y Walter Shirlaw y Frederick Dielman se unieron al edificio. El estudio de Chase en particular representó el gusto sofisticado que llegó a caracterizar el edificio.
En 1895, Chase abandonó el estudio y, posteriormente, el edificio perdió su prominencia como centro de arte.
Kahlil Gibran vivió en el tercer piso desde 1911 hasta su muerte en 1931.
En 1920, el edificio fue comprado por un grupo de artistas para evitar la toma comercial. A partir de ese momento, varios artistas de la ciudad de Nueva York alquilaron un espacio de estudio en el edificio.
En 1942, el sótano del edificio se convirtió en el lugar de reunión del Grupo de Artistas Bombshell, una alianza de 60 pintores y escultores modernistas, algunos de los cuales tenían estudios en el edificio. Henry Becket, escribiendo en el periódico New York Post el 2 de marzo de 1942, señaló que "los artistas se reúnen en un sótano al que llaman The Bomb Shelter en 51 West 10th Street". También afirmó que el "presidente de la exposición" del Bombshell Group era Joseph Manfredi y que la primera exposición del Grupo se exhibió en el Riverside Museum.
En 1956, el Tenth Street Studio Building fue demolido para dar paso a un edificio de apartamentos. La actriz Julia Roberts compró un ático en el edificio de apartamentos construido posteriormente, 45 West 10th Street, en 2010.

## enlaces externos
- Museo de la Ciudad de Nueva York
- Mujer de la ciudad | Correo de Nueva York
- 4. Historia del estudio de la calle Décima

- Datos: Q7700884
- Multimedia: Tenth Street Studio Building / Q7700884